# So You Think You Can Dance
«So You Think You Can Dance» (с англ. — «Значит, ты умеешь танцевать?») — медиафраншиза, американское телевизионное танцевальное шоу, стартовавшее 20 июля 2005 года. На сегодняшний день шоу выпустило 16 сезонов и имеет около 30 адаптаций по всему миру. Аналогом проекта также является российское телешоу Танцы на ТНТ.

## Формат
Танцевальный конкурс набирает танцоров разного уровня в возрасте от 18 до 30 лет. Конкурсанты соревнуются в различных танцевальных стилях, чтобы обеспечить себе место в студии «So You Think You Can Dance» и стать лучшим танцором страны. Каждую неделю участники соревнуются за Голоса Америки, которые комбинируются с судейскими, и выбывают каждую неделю, пока победитель не будет назван в финале сезона. Количество претендентов на участие несколько тысяч, имеют право участвовать как обычные люди, так и уже знаменитые танцоры.
Телешоу транслируется 1-2 раза в неделю. Все участники должны пройти нелёгкий процесс отбора, пока не останется определённое количество людей. Каждую неделю ставятся танцевальные номера в различных танцевальных стилях и с разными партнёрами. Конкурс состоит из трёх этапов: открытые прослушивания, отбор тех, кто прошёл первый этап и живые выступления. Открытые прослушивания проходят в разных городах страны, на которые может прийти танцор любого уровня и национальности. Во время открытых прослушиваний судьи выбирают, кто пройдёт дальше. В число судей, как правило, входят знаменитые танцоры и артисты. После открытого прослушивания, те 50 танцоров, которых отобрали, отправляются в Голливуд, чтобы поработать с пятью лучшими хореографами Америки в надежде произвести на них впечатление. Там им приходится проходить более сложные испытания для ещё большего сокращения участников. Когда количество конкурсантов сформировано, каждый выпуск идёт череда живых выступлений, в которых участников объединяют в пары, команды, либо дают возможность сольного выступления. Чтобы показывать свои возможности, они готовят номера в разных танцевальных стилях. Каждую неделю зрители голосуют за любимого танцора вплоть до объявления финалиста. В конкурс набирают 10 женщин и 10 мужчин.

## Танцевальные стили
Некоторые стили, представленные во время живых выступлений на телешоу.
| Жанры                           | Стили                                                                                              |
| ------------------------------- | -------------------------------------------------------------------------------------------------- |
| Западные классические стили     | Контемпорари, Модерн, Балет                                                                        |
| Уличные стили                   | Хип-хоп, Брейк-данс, Электрик-бугалу, Крамп, Локинг, Поппинг, Хаус, Вакинг, Степпинг               |
| Джазовые стили                  | Джаз-фанк, Джазовый танец, Латинский джаз, Афро-поп, Поп-джаз, Уличный джаз                        |
| Латинские стили                 | Ча-ча-ча, Ламбада, Румба, Сальса, Мамбо, Самба, Кубанская румба, Уличная сальса, Африканская самба |
| Традиционные клубные стили      | Гоу-гоу, Бугалу, Диско, Хастл, Рок-н-ролл, Свинг                                                   |
| Региональные традиционные стили | Дэнсхолл, Болливуд, Танец живота, Реггетон, Капоэйра                                               |
| Восточные стили                 | Индийский классический танец, Китайский классический танец, Малайзийский классический танец        |

## Страны
Страны, адаптировавшие «Значит, ты умеешь танцевать?»: Арабская Лига, Армения, Бельгия, Нидерланды, Австралия, Люксембург, Канада, Китай, Финляндия, Дания, Грузия, Германия, Франция, Кипр, Греция, Казахстан, Индия, Израиль, Литва, Малайзия, Норвегия, Польша, Португалия, Новая Зеландия, Южная Африка, Тунис, Скандинавия, Турция, Украина, Великобритания, Вьетнам.